# .abbvie
.abbvie là một tên miền cấp cao nhất dùng chung được ủy quyền cho root nameserver trong Chương trình gTLD mới của ICANN vào ngày 6 tháng 4 năm 2016. Nhà điều hành đăng ký là Abbott Laboratories.